# 原めぐみ
原 めぐみ（はら めぐみ、1960年12月11日 - ）は日本の元アイドル、歌手、女優。旧芸名：原江梨子。本名：由井めぐみ。旧姓：原。身長：164cm、体重：55kg、血液型：O型。神奈川県横浜市出身。関東学院大学卒業。インテリア雑貨などを扱う「グレースノート」代表。

## 来歴・人物
NHK「600 こちら情報部」にレポーターとして芸能界入りし、その後テレビ東京「クイズdeボーイハント」でアシスタントを務め、番組主題歌「ボーイハント」で1980年に歌手デビュー。当時の芸名は「原めぐみ」。作詞作曲家名は「原愛実(はらめぐみ)」※(2022.11.23 「永遠のしあわせ」以降)
1981年11月 TVK音楽出版所属歌手第一号となる。
1986年当時のCBSソニープロデューサーの酒井政利に見出され、「原江梨子」へ改名し再デビュー。歌手活動を行いながら、ラジオDJ、レポーター等のタレント活動を精力的にこなすが、結婚を機に引退。
その後インテリアデザインを学び、ネオクラシック家具のコントラクティング事業を展開するメーカーのデザイナーに就任し、後に独立。都内にインテリアショップ「グレースノート」を立ち上げる。
2008年ソニーから発売された音壁 JAPANを機に、2009年12月「原めぐみ」として実に28年ぶりの新曲を発表し、フィルスペクターサウンドの「音壁アイドル」として復活を遂げる。5枚のアルバムをリリース後、デビュー40周年記念シングルをセルフプロデュース、以降ホリデージャパンに移籍。ライブ活動、舞台、映画出演など、様々な分野で活動している。
2023年8月に自作曲【永遠のしあわせ】で日本詩人大賞歌唱賞を受賞し10月に同曲でNYのカーネギーホールにてトリを務める等の快挙を成し遂げた。

## ディスコグラフィ

### 原めぐみ名義

#### シングル
| 発売日             | 規格           | 規格品番       | 面             | タイトル                 | 作詞                                  | 作曲                    | 編曲           |
| トリオレコード     | トリオレコード | トリオレコード | トリオレコード | トリオレコード           | トリオレコード                        | トリオレコード          | トリオレコード |
| ------------------ | -------------- | -------------- | -------------- | ------------------------ | ------------------------------------- | ----------------------- | -------------- |
| 1980年11月25日     | EP             | 3B-184         | A              | ボーイハント             | 古川幸一                              | 古川幸一                | 丸山雅仁       |
| 1980年11月25日     | EP             | 3B-184         | B              | 許せないわ               | 古川幸一                              | 古川幸一                | 丸山雅仁       |
| 1981年10月25日     | EP             | 3B-717         | A              | 見つめあう恋             | LesReed, Geoff Stephens 和訳:水無月孔 | LesReed, Geoff Stephens | 藤田大士       |
| 1981年10月25日     | EP             | 3B-717         | B              | 涙のメモリー             | 原めぐみ 沖山優司                     | 沖山優司                | 藤田大士       |
| ワーナーパイオニア |                |                |                |                          |                                       |                         |                |
| 1983年7月          | EP             | L-1632         | A              | ピュア島の仲間達         | 井沢満                                | 渡辺岳夫                | 松山祐士       |
| 1983年7月          | EP             | L-1632         | B              | 青い海のビギン           | 山上路夫                              | 渡辺岳夫                | 松山祐士       |
| 1983年9月          | EP             | L-1633         | A              | スマッジのDUBU DUBU DOO! | 井沢満                                | 渡辺岳夫                | 松山祐士       |
| 1983年9月          | EP             | L-1633         | B              | おしゃべりバードピラピラ | ひのこういち                          | 渡辺岳夫                | 小六禮次郎     |

2021年11月　　　EP     GNMG-001  
A   Let'sBegin〜あきらめないで〜　作詞作曲　原めぐみ　編曲　Victor Newman
B  Heart Cry Morning      作詞作曲　原めぐみ　編曲　吉俣良

2022年11月　　　EP     TJCH-15687
A   逢いたくて　作詞作曲　西尾澄気　編曲　Deep寿
B  永遠のしあわせ      作詞作曲　原愛実　編曲　土屋剛
C  冷たい夜　作詞　藤波研介　作曲　関口誠人　編曲　土屋剛

#### アルバム
- 「離さないで」（1981年12月、3TC-25002）-　三遊亭円丈アルバム「リハビリテーション」に収録）
- 「トビラ～EVERLASTING LOVE～」（2009年12月、ミニアルバム「EVERLASTING LOVE」）
- 「PARTY!」（2011年12月、ライブレコーディングアルバム）
- 「WORDS OF LOVE」（2013年9月、フルアルバム）
- 「見つめあう恋/コンプリートシングルズ1980-1991」（2015年11月、オールタイムベストアルバム）
- 「Party!2」（2017年12月6日 CLINCK RECORDS、スタジオライブ）

##### コンピレーションCD
- ZUIYO アンソロジー（バンダイミュージックエンターテイメント、1995年5月）
- Favorites（テイチクエンターテイメント、2004年2月）
- Meet The British Beats!（テイチクエンターテイメント、2004年2月）
- 漣健児 Song Book （テイチクエンターテイメント、2005年10月）
- 音壁 JAPAN （ソニーミュージック、2008年3月）原
- 三遊亭円丈 リハビリテーション（クリンクレコード、2009年3月）
- アニメソング・アルティメットBOX I 昭和篇（VAPレコード、2013年10月）
- ZUIYOアンソロジー復刻版（ウルトラヴァイブ、2016年2月）
- ピュア島の仲間たち復刻版（ウルトラヴァイブ、2016年2月）
- EIICHI OHTAKI Song Book III 大瀧詠一作品集Vol.3 「夢で逢えたら」(1976～2018) （ソニーミュージック、2018年3月21日）
- 歌謡曲番外地 歌穂・めぐみ・智美～トリオレコード三人娘シングル・コレクション（ウルトラヴァイブ、2019年1月23日）

### 原江梨子名義

#### シングル
| 発売日           | 規格      | 規格品番   | 面        | タイトル             | 作詞      | 作曲             | 編曲      |
| CBSソニー        | CBSソニー | CBSソニー  | CBSソニー | CBSソニー            | CBSソニー | CBSソニー        | CBSソニー |
| ---------------- | --------- | ---------- | --------- | -------------------- | --------- | ---------------- | --------- |
| 1986年7月21日    | EP        | 07SH-1792  | A         | 唇に悪夢             | 阿木燿子  | 泰英二郎         | 奥慶一    |
| 1986年7月21日    | EP        | 07SH-1792  | B         | サン・バーン         | 阿木燿子  | 都志見隆         | 奥慶一    |
| 1987年4月22日    | EP        | 07SH-1909  | A         | 熱いほどミスキャスト | 阿木燿子  | タケカワユキヒデ | 萩田光雄  |
| 1987年4月22日    | EP        | 07SH-1909  | B         | 結婚しない女         | 阿木燿子  | 松田良           | 萩田光雄  |
| テイチクレコード |           |            |           |                      |           |                  |           |
| 1991年3月21日    | 8cmCD     | TEDA-10051 | 1         | ひとつひとつに       | 三浦徳子  | 三木たかし       | 小笠原寛  |
| 1991年3月21日    | 8cmCD     | TEDA-10051 | 2         | さよならだけが響く夜 | 三浦徳子  | 三木たかし       | 小笠原寛  |

## 映画
- 2012年10月短編映画「空蝉」世志男監督
- 2014年10月短編映画 傷女子「じんじんじん」世志男監督　※N.Y、エクアドル映画祭で上映
- 2015年3月映画「シバマタキングダム～街の灯～」阿部誠監督　※5月 米・ハリウッドにて上映
- 2018年 映画 Tokyo Loss「セカンドステージ」田中壱征監督　シェリー、ややと共に主演　アジア国際映画祭にてノミネート
- 2019年4月 映画「カラオケや兆治」市川徹監督　布川敏和 竹内晶子 と共にメインキャストとして出演仁科貴 井上幸太郎 木村圭作 九十九一 他出演
- 2023年12月「ぬくもりの内側」田中壱征監督厚生労働省推薦作品 三田佳子　白石美帆　渡辺裕之　他
- 2024年1月 映画「風が通り抜ける道」沖縄県後援　具志堅用高　山田邦子　三浦浩一　他

## 出演番組

### テレビ
- NHK「600 こちら情報部」
- テレビ東京「クイズdeボーイハント」
- テレビ東京「日曜ビッグスペシャル」
- 毎日放送「ハローオリンピック韓国おもしろMAP」
- 関西テレビ「吉本ホットコメディー」
- テレビ朝日「まんまとアイドル」ハスラー江梨子役
- テレビ朝日「独占!女の60分」
- TVK「カフェシティヨコハマ」木曜日司会
- TVK「こあふゅーる620」司会
- NHK教育「ビリヤード入門」司会
- テレビ朝日「素敵にドキュメント」レポーター
- TBS「ジャスト」マダムに会いたい
- TBS「2時っチャオ!」突撃！ニッポンの女社長コーナー
- NTV「所さんの目がテン!」
- NHK土曜ドラマ「実験刑事トトリ2」TVレポーター役で出演
- TBS「爆報! THE フライデー」2015.05.01 2015.06.12
- FRESH!「メグミン！歌のホットスタジオ」2016.9～
- BSフジ『クイズ!脳ベルSHOW』2017.12 2022.1 週間チャンピオン
- NTV「ニノさん」ベタ研究所 2018.1.27
- テレビ朝日「スマートフォンデュ～アイドルだらけの歌謡祭」2018.6.29 、8.31
- チバテレ「GODドクター」看護師長 公文容子役　2022.1〜3 全12話
- BSフジ「夢劇場歌謡フェスティバル」                       2022.8&12
- チバテレ他「ミュージックシャワー」2023.1
- 東京MX「GODドクターNEOX」看護師長 公文容子役　2023.1〜3 全12話
- BS12「あなたに届ける音楽会」2023.4
- BS12「原めぐみのSongStation」2023.9〜　MC レギュラー出演
- BSフジ「伝説の歌謡ショー」2023.12

### ラジオ
- 東海ラジオ「onoono小町」
- 福井放送／山陽放送「めぐみの銀河放送局」
- FM横浜「ミッドナイト＆ユー」
- FM横浜「ミスティハーフムーン」
- TBSラジオ「ハローナイト」ピンクの子猫
- レインボータウンFM「ルシアとメグミンの女子友トーク」
- FM OZE「メグミン＆ナルミンのラブリーカフェ」
- ラジオ日本「原めぐみと塩塚博のミラクルショット」
- レインボータウンFM「原めぐみのEN❤︎JOYトーク」2016.4～　レギュラー出演中

## ライブ
- 横浜ポールスター「オールディズライブ」
- 青山スパイラルホール「原江梨子'91」
- ロイヤルホテル大津「ERIKO HARA カクテルコンサート」
- 東京ベイホテル東急「JUAN」レギュラー
- 東京ベイホテルサンルート「ホワイトデーライブ」
- 新橋「こいち祭り'09、'10」「X'masチャリティーイベント」
- 丸の内JVC KENWOOD 「トワイライトライヴ'10」
- 池袋「歌謡フェスティバル2010」
- 富士スピードウェイ「スーパーアメリカンフェスティバル2010」vol.18
- 原宿ラ・ドンナ 銀座TACT  汐留BLUE MOOD  青山MANDARA等で「MEGUMING LIVE GEAR」定期ライブ
- 「大江戸神輿祭りin 木場公園」2018.10
- 大塚「おおつか音楽祭'18・'19・'22・'23」
- テレビ朝日summer station「六本木ヒルズ夏祭り スマートフォンデュ歌謡祭」六本木ヒルズアリーナ
- お台場「スーパーアメリカンフェスティバル'18・'19・'22・'23」
- MEGUMIG BIRTHDAY LIVE

'22銀座ZERO '23銀座ケネディハウス
- 東京タワーライブ　東京タワー展望台 '23.6
- NY Carnegie Hall「Japanesque Entertainmant Show "RANMAN"にてトリを務める '23.10.7
- NY Broadway「JAPAN FESTIVAL 2023」'23.10.8
- 八王子エルシィ NY凱旋ライブ「Winter Party'23」
- 北とぴあペガサスホール「クリスマススペシャルライブ」'23.12

## タイトル
- 1980年 グラフティーギャル（東大アイドル研究会）原めぐみ名義
- 1981年 STPアイドルギャル（STP)原めぐみ名義
- 1981年 TVK イメージギャル（TVK)原めぐみ名義
- 1983年 ミスアイスクリーム（社団法人日本アイスクリーム協会）原めぐみ名義
- 1984年 マツダファミリアギャル（マツダ）原めぐみ名義
- 1992年 バルセロナオリンピック聖火ランナー日本代表（IOC)原江梨子名義
- 2017年 11月 アジア国際映画祭in台北  ノミネート　オムニバス映画【Tokyo Loss】「セカンドステージ」（主演映画   シェリー、やや他）
- 2022年5月 日本詩人大賞　奨励賞　デビュー40th 記念シングル「Let's Begin〜あきらめないで〜」TV【GODドクター】主題歌
- 2023年8月日本詩人大賞　歌唱賞　「永遠のしあわせ」BS12【原めぐみのSongStation】テーマ曲
- 2024年9月日本詩人大賞　優秀賞　「Words Of Love〜ふたりの愛言葉〜」
- 2024年11月　東久邇宮文化褒賞受賞　　国歌斉唱を務める
- 2024年11月  WEB国際映画祭 主演「VivaSisters」谷穂監督 作品日中平和賞
- 2025年3月　出演作品【GODドクターNEOX】New York City International Film Festival 2025 （NYCIFF）TVシリーズ部門　最優秀作品賞 ※看護師長 公文容子役

## 演劇
- 2012年6月DVD世界で一番素敵なキス「ときめきキス」主演
- 2012年7月舞台「かたつむり」夏樹陽子主演作品出演
- 2013年3月舞台「夢のつづき」近藤サト主演作品出演
- 2013年10月舞台「恋せよ乙女」磯村みどり、神田陽子他出演
- 2013年11月NHK 土曜ドラマ「実験刑事トトリ2」三上博史主演ドラマ  TVレポーター役で出演
- 2014年3月DVD「ときめき♥ビリヤード入門」出演
- 2014年11月ミュージカル「VideoShopDreaming～ニューヨークの魔女～」主演
- 2015年5月舞台「新・銀幕愚連隊～若山富三郎物語～」若山騎一郎、高樹澪、他出演
- 2015年8月ミュージカル「ダンスレボリューション～ｿﾉﾄｷﾉﾜﾀｼ～2015」相原愛、一谷伸江他出演
- 2016年2月ラジオ風朗読劇「スガナレル」相原愛、一谷伸江  片岡五郎  他出演
- 2017年2月「OH! MY GOD 2017」相原愛、一谷伸江、風祭ゆき、高汐巴 他出演
- 2017年4月「愚か者達へのレクイエム」つまみえだ豆の妻役で出演、鈴木寿永吉、相原愛、他出演
- 2017年6月「気まずい！心が痛くなるスケッチ集」一谷伸江、風祭ゆき、高樹澪、他出演
- 2017年11月「吾が輩は狸である」神部冬馬 ささの友間  行友優梨奈（AKB48）他出演
- 2018年3月「火の無い所に!」川端槇二 絲木建太 吉川七瀬(AKB48) 他出演
- 2018年6月「ブルースな日々〜夢に向かって」神部冬馬 キモサベポン太 他出演
- 2018年12月「スポットライト」石橋正次  一谷伸江 牧野美千子 篠崎彩奈(AKB48)他出演
- 2019年1月「お笑い21世紀  1月公演」出演
- 2019年3月「見えない人たち」相原愛 渡辺英雄  湯本亜美(AKB48) 他出演
- 2019年8月主演ミュージカル「スタントウーマン  」小室さやか 中崎絵梨奈 田宮扶史子 他出演
- 2019年12月「誓い〜奇跡のシンガー」玲実くれあ児島美ゆき 牧野美千子 鈴木寿永吉 他出演
- 2020年12月「お私立　花村学園」如月蓮　原田朱　他
- 2021年4月 「DogのBlues」千葉彗太　天野直隆他
- 2021年6月「タイラーF」ゲスト主演　永野希　他
- 2021年11月「異次元！海の旅人バーレスク」  原田大二郎　川端慎二　和泉妃夏　他
- 2022年4月「サムガールズ」主演　　　　　　原真善美　鼓太郎　坂本三成　他
- 2023年8月朗読劇「夏の絵本」永野希　他
- 2023年10月「かねだはじめたがやすけ犬噛唐草殺人事件」上西雄大　徳竹未夏　古川藍　なべやかん　鈴木寿永吉　大倉弘也　他
- 2024年4月「シンデレラと3人の御曹司」ひじりえま　あべみほ　他
- 2024年7月「ほメガネの村」猪股弥可　水沢レイン　奥田武士　他
- 2024年9月「探偵ハ物語」上西雄大　 宝亀克寿　井田國彦　岡元あつこ　ケニー大倉　他
- 2024年12月「その男ホーネット加藤」　　　　　同上
- 2025年5月「花で癒せたなら」主演